# Arbeiter-Winterolympiade 1931
Die Internationale Arbeiter-Winterolympiade 1931 fand vom 5. bis 8. Februar in Mürzzuschlag, Österreich, statt.
Es nahmen Athleten aus sieben Nationen an den Wettkämpfen teil. Die Olympiade in Mürzzuschlag war die zweite von drei vor dem Zweiten Weltkrieg ausgetragene Arbeiterolympiaden im Winter. Im deutschen Schreiberhau fand bereits 1925 die erste Arbeiter-Winterolympiade. Die dritte und letzte Auflage wurde 1937 im tschechoslowakischen Janské Lázně veranstaltet.
1931 fand in Österreich auch die zweite Arbeiter-Sommerolympiade statt. Austragungsort war Wien.

## Ergebnisse, Männer

### Ski Nordisch

#### 15-km-Skilanglauf
| Platz | Land     | Name             | Leistung  |
| ----- | -------- | ---------------- | --------- |
| 1     | Finnland | Heikki Norojärvi | 53:51 min |
| 2     | Finnland | Martti Salminen  | 54:06 min |
| 3     | Finnland | Matti Kääriä     | 54:17 min |
| 4     | Finnland | Arvo Koskelainen | 54:44 min |
| 5     | Finnland | Leo Viheriälehto | 54:51 min |
| 6     | Finnland | Viljam Vakkari   | 55:14 min |

Bester Nicht-Finne war der für Tschechoslowakei-Aussig startende Walter Dressler, der in 59:34 Minuten den zehnten Platz belegte.

#### 3-km-Hindernisskilanglauf
| Platz | Land        | Name                   | Leistung |
| ----- | ----------- | ---------------------- | -------- |
| 1     | Finnland    | Martti Salminen        | 5:18 min |
| 2     | Deutschland | Karl Mannhardt         | 6:17 min |
| 3     | Deutschland | Hans Eichberger        | 6:24 min |
| 4     | Österreich  | Wilhelm Köstinger sen. | 6:26 min |
| 5     | Deutschland | Ernst Hildebrand       | 7:03 min |
| 6     | Österreich  | Josef Maxl             | 7:12 min |

#### 10-km-Skilanglauf
| Platz | Land        | Name              | Leistung  |
| ----- | ----------- | ----------------- | --------- |
| 1     | Deutschland | Karl Mannhardt    | 24:04 min |
| 2     | Österreich  | Franz Berner      | 25:25 min |
| 3     | Österreich  | Rupert Weinberger | 26:15 min |
| 4     | Deutschland | Otto Strasser     | 26:22 min |
| 5     | Deutschland | Hans Eichberger   |           |
| 6     | Österreich  | Ernst Seber       | 26:33 min |

37 Langläufer beendeten den Wettbewerb.

#### 10-km-Staffel
| Platz | Land            | Name                                               | Leistung  |
| ----- | --------------- | -------------------------------------------------- | --------- |
| 1     | Finnland 1      | Matti Kääriä, Heikki Norojärvi, Martti Salminen    | 23:16 min |
| 2     | Finnland 2      | Arvo Koskelainen, Viljam Vakkari, Leo Viheriälehto | 24:51 min |
| 3     | Deutschland 1   | Ullmann, Max Hess, Weichert                        | 27:21 min |
| 4     | Österreich 4    | Rusp, Scheibelberger, Krapp                        | 27:48 min |
| 5     | Österreich 1    | Hirtenlechner, Krois, Franz Berner                 | 29:31 min |
| 6     | Aussiger Gebiet | Walter Dressler, Feix, Schwarz                     | 30:16 min |

### Nordische Kombination
Der Langlauf der Nordischen Kombination wurde über 30 km mit Hindernissen ausgetragen. In den Klammern die Platzierung im jeweiligen Teilwettkampf.
| Platz | Land        | Name           | Leistung | Langlauf       | Skisprung       |
| ----- | ----------- | -------------- | -------- | -------------- | --------------- |
| 1     | Finnland    | Arvo Talsi     | 36,71    | 1:01:44 h (2.) | 18,46 Pkt. (2.) |
| 2     | Deutschland | Max Hess       | 35,38    | 0:5918 h (1.)  | 15,38 Pkt. (5.) |
| 3     | Deutschland | Gustav Häusler | 35,33    | 1:04:17 h (7.) | 18,83 Pkt. (1.) |
| 4     | Finnland    | Sven Halvorsen | 33,75    | 1:03:08 h (4.) | 16,50 Pkt. (3.) |
| 5     | Österreich  | Hans Wagner    | 32,08    | 1:04:10 h (6.) | 15,58 Pkt. (4.) |
| 6     | Österreich  | Sepp Handler   | 32,00    | 1:03:54 h (5.) | 15,25 Pkt. (7.) |

### Spezialsprunglauf
| Platz | Land          | Name           | Leistung                     |
| ----- | ------------- | -------------- | ---------------------------- |
| 1     | Deutschland   | Gustav Häusler | 18,113 (42, 45 und 46,5 m)   |
| 2     | Finnland      | Arvo Talsi     | 18,050 (44, 43,5 und 44,5 m) |
| 3     | Tsekko-Aussig | Edwin Günther  | 17,580 (43, 42 und 44 m)     |
| 4     | Deutschland   | Walter Kunz    | 17,443 (44,5, 43 und 43 m)   |
| 5     | Deutschland   | Kurt Körner    | 17,307 (45,5, 46,5 und 46 m) |
| 6     | Finnland      | Sven Halvorsen | 16,160 (44, 46 und 44,5 m)   |

Es nahmen 29 Athleten teil. Es mussten drei Sprünge absolviert werden.

### Eisschnelllauf

#### 500 m
| Platz | Land       | Name           | Leistung |
| ----- | ---------- | -------------- | -------- |
| 1     | Finnland   | Paavo Virtanen | 48,4 s   |
| 2     | Finnland   | Viljo Pihl     | 49,4 s   |
| 3     | Finnland   | Kalle Flinck   | 50,4 s   |
| 4     | Lettland   | Robert Vitthof | 52,2 s   |
| 5     | Lettland   | Artur Dale     | 57,6 s   |
| 6     | Österreich | Eduard Helmer  | 61,2 s   |

#### 1500 m
| Platz | Land       | Name           | Leistung   |
| ----- | ---------- | -------------- | ---------- |
| 1     | Finnland   | Paavo Virtanen | 2:39,0 min |
| 2     | Finnland   | Viljo Pihl     | 2:40,4 min |
| 3     | Finnland   | Kalle Flinck   | 2:41,0 min |
| 4     | Lettland   | Robert Vitthof | 2:48,2 min |
| 5     | Lettland   | Artur Dale     | 2:57,7 min |
| 6     | Österreich | Eduard Helmer  | 3:21,6 min |

#### 5000 m
| Platz | Land        | Name            | Leistung    |
| ----- | ----------- | --------------- | ----------- |
| 1     | Finnland    | Viljo Pihl      | 9:32,0 min  |
| 2     | Finnland    | Paavo Virtanen  | 9:36,3 min  |
| 3     | Finnland    | Kalle Flinck    | 9:43,4 min  |
| 4     | Lettland    | Robert Vitthof  | 9:47,0 min  |
| 5     | Österreich  | Franz Mandl     | 13:02,0 min |
| 6     | Deutschland | Heinz Zepmeisel | 13:21,4 min |

#### 10 000 m
| Platz | Land     | Name           | Leistung    |
| ----- | -------- | -------------- | ----------- |
| 1     | Finnland | Viljo Pihl     | 20:32,8 min |
| 2     | Finnland | Paavo Virtanen | 20:40,9 min |
| 3     | Lettland | Robert Vitthof | 21:22,7 min |
| 4     | Lettland | Artur Dale     | 22:37,8 min |

### Eiskunstlauf
| Platz | Land       | Name                 | Leistung |
| ----- | ---------- | -------------------- | -------- |
| 1     | Österreich | Istvan Schlichtinger | 245,5    |
| 2     | Lettland   | Vielniek             | 242,0    |
| 3     | Österreich | Adolf Schima         | 213,6    |
| 4     | Österreich | Leo Fleischmann      | 211,5    |
| 5     | Österreich | Arnold James         | 188,1    |
| 6     | Österreich | Otto Kneisel         | 185,9    |

### Eishockey
Beim Eishockeyturnier der Arbeiter-Winterolympiade belegte die Nationalmannschaft der Österreicher den 1. Platz und wurde Olympiasieger.
- 6. Februar 1931: Mürzzuschlag  Österreich - Deutschland  4:1
- 7. Februar 1931: Mürzzuschlag  Lettland - Deutschland    3:1
- 8. Februar 1931: Mürzzuschlag  Österreich - Lettland     3:2

| Mannschaft  | Sp. | S | U | N | Tore | Pkt | AUT | LAT | GER |
| ----------- | --- | - | - | - | ---- | --- | --- | --- | --- |
| Österreich  | 2   | 2 | 0 | 0 | 7-2  | 4   |     | 3-2 | 4-0 |
| Lettland    | 2   | 1 | 0 | 1 | 5-4  | 2   |     |     | 3-1 |
| Deutschland | 2   | 0 | 0 | 2 | 1-7  | 0   |     |     |     |

## Ergebnisse, Frauen

### Ski Nordisch

#### 4-km-Skilanglauf
| Platz | Land                  | Name             | Leistung  |
| ----- | --------------------- | ---------------- | --------- |
| 1     | Finnland              | Impi Lahtinen    | 12:50 min |
| 2     | Finnland              | Ester Korholin   | 13:01 min |
| 3     | Finnland              | Aliisa Suvanto   | 13:36 min |
| 4     | Österreich            | Frieda Hadlich   | 15:46 min |
| 5     | Österreich            | Hedi Deutsch     | 15:49 min |
| 6     | Tschechoslowakei-Prag | Bozena Slavikova | 15:51 min |

#### 6-km-Skilanglauf
| Platz | Land                  | Name             | Leistung  |
| ----- | --------------------- | ---------------- | --------- |
| 1     | Finnland              | Impi Lahtinen    | 17:44 min |
| 2     | Finnland              | Ester Korholin   | 18:47 min |
| 3     | Finnland              | Aliisa Suvanto   | 18:49 min |
| 4     | Tschechoslowakei-Prag | Bozena Slavikova | 22:10 min |
| 5     | Österreich            | Emmi Mandl       | 22:16 min |
| 6     | Aussiger Gebiet       | Helene Richter   | 22:37 min |

### Eiskunstlauf
| Platz | Land       | Name            | Leistung |
| ----- | ---------- | --------------- | -------- |
| 1     | Österreich | Elfriede Gönner | 62,3     |
| 2     | Österreich | Lotte Ronay     | 55,6     |
| 3     | Österreich | Ricker          | 51,5     |
| 4     | Österreich | Hermine Adamek  | 39,6     |

## Ergebnisse, Paarlauf
| Platz | Land       | Namen                         | Leistung |
| ----- | ---------- | ----------------------------- | -------- |
| 1     | Österreich | Elfriede Gönner, Rudolf Lang  | 10,3     |
| 2     | Österreich | Marie Trimmel, Karl Schenkirs | 9,9      |
| 3     | Österreich | Hermine Adamek, Rubetz        | 3,8      |

## Punktewertung der Nationen
| Platz | Land                             |                         | Leistung |
| ----- | -------------------------------- | ----------------------- | -------- |
| 1     | Finnland                         | Finnland                | 150      |
| 2     | Deutschland                      | Deutschland             | 76       |
| 3     | Österreich                       | Österreich              | 66       |
| 4     | Lettland                         | Lettland                | 33       |
| 5     | Tschechoslowakei-Aussiger Gebiet | Tschechoslowakei-Aussig | 7        |
| 6     | Tschechoslowakei-Prag            | Tschechoslowakei-Prag   | 1        |